# پیو فرراریس
پیو فرراریس (به ایتالیایی: Pio Ferraris) بازیکن فوتبال و اهل ایتالیا است که از سال ۱۹۲۰ میلادی عضو تیم ملی فوتبال ایتالیا بوده و در ۴ بازی ملی حضور داشته‌است. او در بازی‌های ملی‌اش ۱ گل به ثمر رساند.
پیو فرراریس آخرین بازی ملی خود را در سال ۱۹۲۱ میلادی انجام داد.